# 科尔语
科尔语是孟加拉国少数人使用的一种蒙达语族语言。Kim (2010)认为科尔语和科达语同属蒙达语丛。科尔语村庄如孟加拉拉杰沙希专区Babudaing，科达语村庄则有Kundang和Krishnupur。